# Стівен Коен
Стівен Френд Коен (англ. Stephen Frand Cohen; 25 листопада 1938, Оуенсборо, штат Кентуккі, США — 18 вересня 2020) — американський історик-совєтолог, який вивчав історію СРСР. Емерит-професор Принстонського і Нью-Йоркського університетів. Основною темою його робіт є розвиток Радянської Росії після Жовтневого перевороту 1917 року, а також відносини зі Сполученими Штатами.

## Біографія
Стівен Коен народився 25 листопада 1938 року в штаті Кентуккі. Його дід був єврейським переселенцем з Литви, що входила тоді до складу царської Росії. Здобув вищу освіту за спеціальністю «економіка та публічна політика» в Університеті Індіани, який закінчив у 1960 році. У 1959 році, проходячи курс політики, історії та економіки в Англії, на запрошення друга взяв участь у шеститижневій поїздці по п'яти радянських містах. Перебування в Радянському Союзі пробудило у Коена живий інтерес до російської історії. Після повернення в Університет Індіани він взявся за вивчення історії СРСР під керівництвом совєтолога Роберта Такера.
Коен пішов за своїм наставником у Колумбійський університет і за його порадою обрав темою своєї дисертації політичну біографію Миколи Бухаріна. В 1968 році була завершена ця дисертація, покладена в основу книги про Бухаріна (видана в 1973 році). У 1975 році Коен отримав листа від сина Бухаріна, Юрія Ларіна, який прочитав книгу про свого батька і запросив її автора в Радянський Союз. Після зустрічі з Коеном Юрій Ларін спільно з журналістом Євгеном Гнедіним, який працював у 1930-х роках під керівництвом Бухаріна в «Известиях», взявся за переклад книги Коена (під псевдонімами Ю. і Є. Четвергови).
У 1968—1998 роках професор Принстонського університету.
Коен був другом президента СРСР Михайла Горбачова, був радником американського президента Джорджа Буша-старшого під час розпаду Радянського Союзу і зустрічався з дочкою Сталіна Світланою Аллілуєвою. У своїх дослідженнях і замітках Коен передрікав перебудову; з її початком він підключився до суспільного життя в СРСР. Зокрема, він не тільки взяв участь в ініційованій в 1978 році лондонським Фондом миру імені Бертрана Рассела кампанії за відновлення доброго імені Бухаріна в Радянському Союзі, до якої приєдналися соціалістичні і єврокомуністичні партії миру, але і безпосередньо сприяв вдові Бухаріна Анні Ларіній в реабілітації її репресованого чоловіка в 1988 році. Також Коен входив до американської Ради з міжнародних відносин.
За своїм політичним переконанням ліберал (за європейською класифікацією — лівий). Незважаючи на те, що Коен належав до числа совєтологів, що ставилися до Радянської країни з симпатією, в СРСР до початку перебудови він вважався «антикомуністом», на міжнародній виставці-ярмарку в Москві в 1979 році примірник його книги про Бухаріна був конфіскований.
З 1998 року викладав курс «Історія Росії після 1917 року» на факультеті наук і мистецтв Нью-Йоркського університету, професор російських досліджень.
Його перу належить ряд книг, включаючи «Переосмислюючи радянський досвід: політика і історія з 1917 року» (англ. Rethinking the Soviet Experience: Politics and History Since 1917) і «Провал хрестового походу. США і трагедія посткомуністичної Росії» (англ. Failed Crusade: America and the Tragedy of Post-Communist Russia). Широко відомо його дослідження «Бухарін. Політична біографія. 1888—1938» (англ. Bukharin and the Bolshevik Revolution: A Political Biography, 1888–1938). У цій книзі є дослідження взаємозв'язку політичної програми Бухаріна і результату внутрішньопартійної боротьби 1928—1929 років, автор заочно полемізує з Ісааком Дойчером і Едвардом Карром, який розглядає позицію Льва Троцького як єдину альтернативу сталінізму в СРСР. Коен висуває концепцію «бухарінської альтернативи» (що складалася в розширенні внутрішньопартійної демократії аж до політичного плюралізму, продовження нової економічної політики і добровільної колективізації) сталінського «великого перелому».
Професор Коен помер 18 вересня 2020 року в своєму будинку в Нью-Йорку від раку легенів.

## Особисте життя
З першою дружиною, оперною співачкою, розлучився. Від цього шлюбу мав сина і дочку.
Друга дружина Стівена Коена — з 1988 року, Катріна Ванден Г'ювел — головний редактор відомого ліберального (лівого по європейській класифікації) видання «The Nation», де часто публікувались статті Коена. Мав дочку від цього шлюбу.

## Нагороди
- Грант Ґуґґенгайма (1976 рік, 1988 рік)[7]
- Орден Дружби «за великий внесок у зміцнення російсько-американського співробітництва», 2008[8]
- Премія «Ліберті» за видатний внесок у розвиток культурних зв'язків між Росією і США, 2011[9]